# Doki i prijatelji istražuju svijet
Doki i prijatelji istražuju svijet (eng. Doki) je kanadska animirana serija. Serija ima 3 sezona i sve skupa 78 epizoda od po 22 minuta.